# NGC 6765
NGC 6765 est une nébuleuse planétaire située dans la constellation de la Lyre. NGC 6765 a été découverte par l'astronome allemand Albert Marth en 1864.

## Observation
Avec une magnitude visuelle apparente de 12,9, il est impossible d'observer cette nébuleuse avec des jumelles. On peut cependant la voir dans un petit télescope dont le diamètre de l'ouverture est d'environ 15 cm.

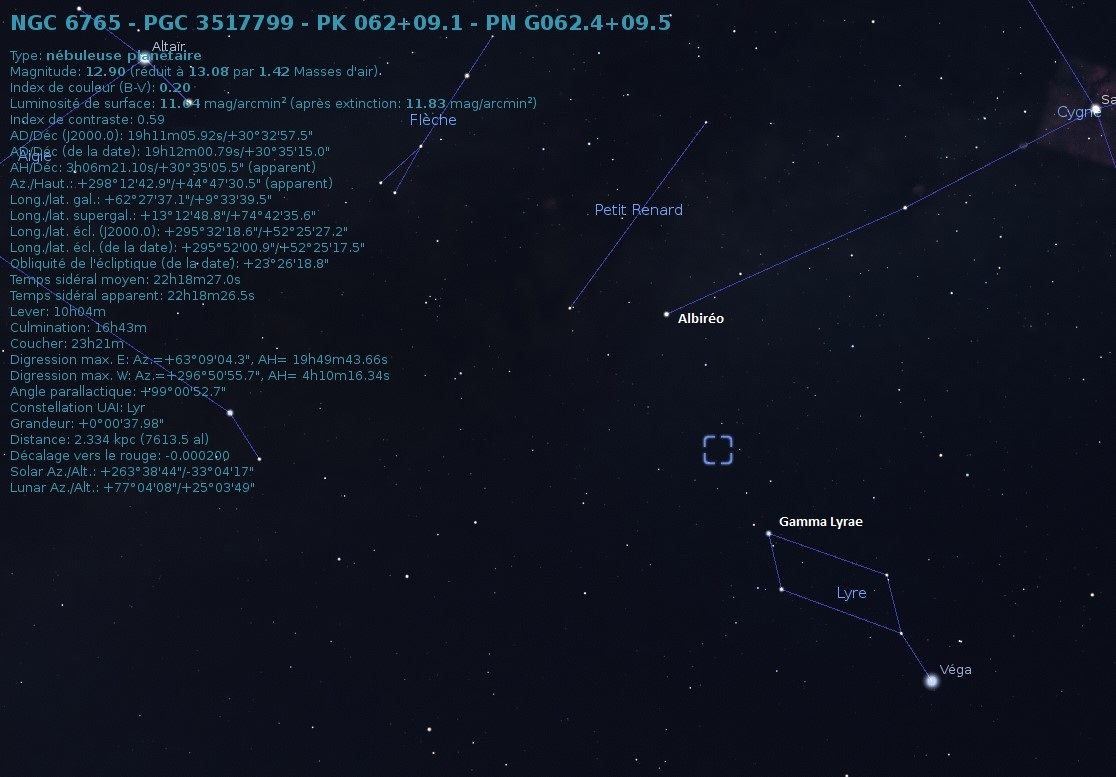
Emplacement de NGC 6765 dans le ciel de la Terre.

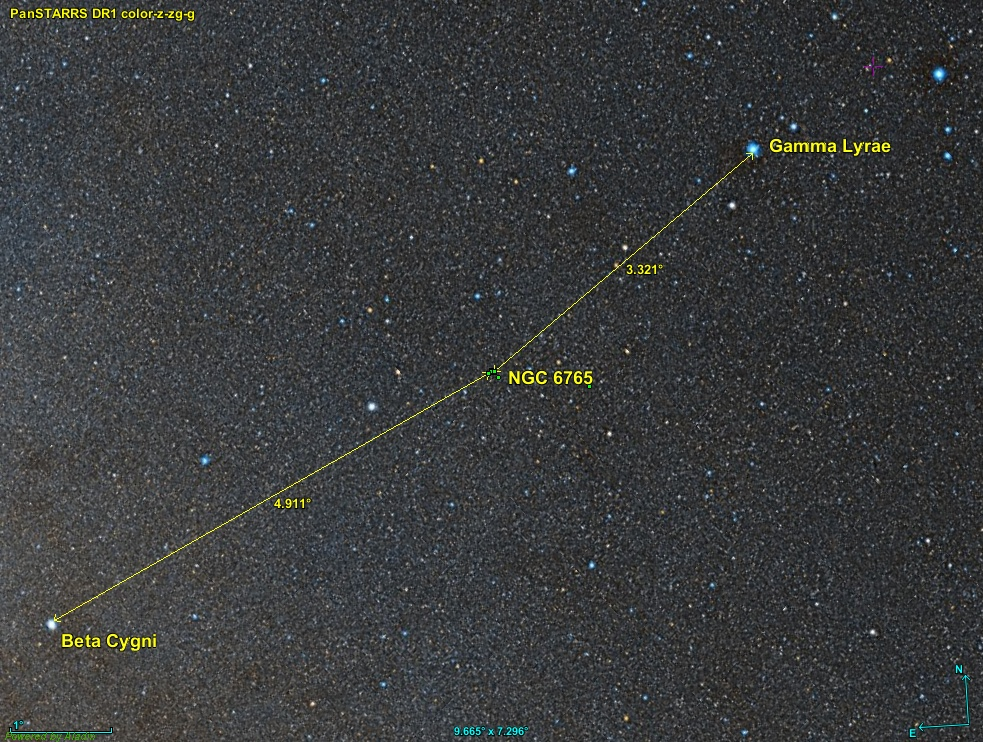
Position de NGC 6765 par rapport à deux étoiles.

La nébuleuse est située à environ 3,3 degrés au sud-est de l'étoile Gamma Lyrae  et à 4,9 degrés au nord-ouest de Beta Cygni (Albiréo).

## Distance, taille et vitesse
Le logiciel en ligne Aladin Lite permet de consulter les données astronomiques de plusieurs catalogues, dont le « GAIA EARLY DATA RELEASE 3 (GAIA EDR3) ». Selon Gaia EDR3, la parallaxe de NGC 6765 est égale à 0,275 5 ± 0,077 6 mas, ce qui correspond à une distance de 3630 +1423
−798 pc.
La taille apparente de la nébuleuse est de 0,67 minutes d'arc, ce qui, compte tenu de la distance et grâce à un calcul simple, équivaut à une taille réelle de 2,31 +0,90
−0,51 al.
Peu de données sont disponibles sur cette nébuleuse, on ne connait pas sa vitesse.